# Harrisia eriophora
Harrisia eriophora ist eine Pflanzenart in der Gattung Harrisia aus der Familie der Kakteengewächse (Cactaceae). Das Artepitheton eriophora bedeutet ‚wolletragend‘. Ein Trivialname ist „Fragrant Prickly Apple“.

## Beschreibung
Harrisia eriophora wächst strauchig und bildet häufig dichte Gruppen mit aufrechten, übergebogenen oder spreizklimmenden Trieben mit Wuchshöhen von 3 bis 5 Metern. Die anfangs leuchtend grünen Triebe werden später dunkelgrün. Sie weisen Durchmesser von bis zu 4 Zentimeter und mehr auf. Es sind acht bis zwölf vorstehende Rippen vorhanden, die dazwischen tief gebuchtet sind. Die sechs bis 13 nadeligen, hellbraunen, grauen oder gelben Dornen besitzen eine dunklere Spitze und sind 2 bis 4 Zentimeter lang.
Die Blüten erreichen eine Länge von 12 bis 18 Zentimeter. Ihre Blütenröhre ist mit wenigen Schuppen und langen, weißen Haaren besetzt. Die verkehrt eiförmigen bis kugelförmigen, gelben bis trübroten Früchte sind essbar. Sie weisen Durchmesser von bis zu 6 Zentimeter auf.

## Verbreitung, Systematik und Gefährdung
Harrisia eriophora ist in den Vereinigten Staaten im Bundesstaat Florida sowie auf Kuba verbreitet.
Die Erstbeschreibung als Cereus eriophorus erfolgte 1837 durch Ludwig Georg Karl Pfeiffer. Nathaniel Lord Britton stellte die Art 1909 in die Gattung Harrisia.
In der Roten Liste gefährdeter Arten der IUCN wird die Art als „Least Concern (LC)“, d. h. als nicht gefährdet geführt.

## Nachweise